# Il deserto rosso
(Giuliana)
Il deserto rosso è un film del 1964 diretto da Michelangelo Antonioni.
Nono lungometraggio di Antonioni, il primo a colori, inizialmente doveva intitolarsi Celeste e verde.
È la prima collaborazione con Carlo Di Palma come direttore della fotografia e l'ottava ed ultima con Giovanni Fusco come autore della colonna sonora.

## Trama
Giuliana, moglie di Ugo, un dirigente industriale, è depressa e tormentata; il suo senso di insoddisfazione e di inadeguatezza, che l'ha spinta sull'orlo del suicidio, non accenna a placarsi, complice l'assenza del marito e l'alienazione di una modernità priva di significato autentico. L'ingegnere Corrado Zeller, amico e collega di Ugo, sembra esser l'unico in grado di penetrare il mistero e l'isolamento in cui versa Giuliana, che non ha tratto alcun giovamento dalla sua temporanea permanenza in una clinica psichiatrica, dopo il tentato suicidio, cui, nei dialoghi, si fa sempre riferimento definendolo un incidente stradale.
Un'uscita con un gruppo di amici della coppia diventa un'occasione per mettere in risalto la distanza che intercorre tra Giuliana e un contesto che non le appartiene, perché troppo meschino e insensato. L'apparente malattia di Valerio, il piccolo figlio di Giuliana, che mette in eccessivo allarme la madre, ma si rivela essere un tentativo di attirare l'attenzione e non andare all'asilo, scatena l'ennesima crisi della protagonista, che, in preda alla disperazione, si reca da Corrado, in partenza per la Patagonia. Nemmeno Corrado, con cui Giuliana finisce per tradire il marito, dopo un'intensa relazione fatta di sguardi e cenni d'intesa, riesce ad aiutarla, perché, a sua volta, è incapace di adattarsi alla realtà che lo circonda, da cui scappa viaggiando continuamente.

## Produzione

### Ambientazione
Il film è ambientato in una Ravenna completamente disumanizzata, mentre la sequenza della "favola" raccontata da Giuliana al figlio, il suo sogno di fuga dalla realtà che la circonda, visivamente un vero e proprio "oggetto estraneo" rispetto al resto del film, è ambientata sulla spiaggia rosa di Budelli, in Sardegna ("per gentile concessione di Piero Tizzoni"). Il quadro che compare nel film è La Sagra della Primavera del pittore spazialista Gianni Dova, scelta da Antonioni dopo averla vista nella collezione privata del collezionista ravennate Roberto Pagnani durante un ricevimento in casa sua.

### Fotografia
Un aspetto fondamentale del film è la grande sperimentazione cromatica, la ricerca sul colore, premiata con il Nastro d'argento per la migliore fotografia.
Così si espresse in merito Antonioni durante la conferenza stampa tenuta a Venezia, dopo la proiezione del film: «La storia è nata a colori, ecco perché dico che la decisione di fare il film a colori non l'ho mai presa, non era necessario prenderla. (...) nella vita moderna mi pare che il colore abbia preso un posto molto importante. Siamo circondati sempre più da oggetti colorati, la plastica che è un elemento molto moderno è a colori, (...) e che la gente si stia accorgendo che la realtà è a colori. Nel film ho cercato di usare il colore in funzione espressiva, nel senso che avendo questo mezzo nuovo in mano, ho fatto ogni sforzo perché questo mezzo mi aiutasse a dare allo spettatore quella suggestione che la scena richiedeva.»

## Accoglienza

### Critica
«Proseguendo sulla strada intrapresa quattro anni prima con L'avventura e già in parte ne Il grido, di un cinema dell'alienazione, che mette in crisi i valori di un costume e di una morale non più corrispondenti alla nuova realtà umana e sociale creata dalla civiltà industriale e dal benessere, Antonioni giunge in questo film alla cristallizzazione degli elementi più vitali e originali delle opere precedenti a un manierismo di fattura che mina alla base il valore del discorso poetico. La protagonista Giuliana è come le precedenti eroine, insofferente della vita che conduce e incapace di superare i limiti di un'esistenza inutile. Il suo matrimonio è in crisi e non vale il rapporto amoroso con Corrado, l'eclisse dei sentimenti conduce inevitabilmente al deserto della vita. Il film porta alle estreme conseguenze, raggelando persone e situazioni in una contemplazione quasi disumana. Lo scarso successo del film viene riscattato sul piano della fattura tecnica con il colore usato in maniera originale a volte sconvolgente...» Gianni Rondolino Catalogo Bolaffi del cinema 1956/1965. 

La celebre battuta di Monica Vitti.

Sulla battuta «Mi fanno male i capelli» (in realtà citazione da una poesia di Amelia Rosselli.) Maurizio Porro ha commentato: «Inserita in un contesto dialogico di un film sulla borghesia, diventava quasi un'allarmante battuta storico-sociale. [...] Detta con la maestria, con la sensibilità, con la bravura di Monica Vitti [...] è l'unica battuta neorealistica del film.»
Nono film di Antonioni, e il suo primo a colori, in funzione soggettiva (fotografia di Carlo Di Palma, Nastro d'argento) come espressione di una realtà dissociata e con ambizione di trasformarlo esso stesso in racconto come "mito della sostanziale e angosciosa bellezza autonoma delle cose". Come nei 3 precedenti film con Monica Vitti, la donna è l'antenna più sensibile di una nevrosi comune nel contesto della società dei consumi e della natura inquinata. Leone d'oro a Venezia. (corriere.it)

## Riconoscimenti
- Festival di Venezia
  - Leone d'oro al miglior film nel 1964 a Michelangelo Antonioni
- Kansas City Film Critics Circle Awards 
  - Kansas City Film Critics Circle Award per il miglior film straniero nel 1968
- Nastro d'argento
  - Nastro d'argento alla migliore fotografia nel 1965 a Carlo Di Palma